# Kazafani
Kazafani (gr. Καζάφανι, tur. Ozanköy) – wieś na Cyprze, w dystrykcie Kirenia. Obecnie znajduje się pod kontrolą Cypru Północnego.